# L'Impossible Adieu
Pour plus de détails, voir Fiche technique et Distribution.
L'Impossible Adieu (titre original : Dom bez okien) est un film polonais réalisé par Stanisław Jędryka, et sorti en 1962 au cinéma.

## Fiche technique
- Titre : L'Impossible adieu
- Titre original : Dom bez okien
- Réalisation : Stanisław Jędryka
- Scénario : Aleksander Ścibor-Rylski
- Société de Production :
- Musique : Lucjan Kaszycki
- Photographie : Czesław Świrta
- Montage : Czesław Raniszewski
- Costumes : Jan Banucha
- Pays d'origine :  Pologne
- Format :
- Genre :
- Durée : 98 minutes (1 h 38)
- Date de sortie : 
  - Pologne : 31 août 1962
  - France : 1962

## Distribution
- Wiesław Gołas
- Danuta Szaflarska
- Józef Kondrat
- Elżbieta Czyżewska
- Tadeusz Fijewski
- Jan Świderski
- Janusz Ziejewski
- Jarosław Skulski
- Michał Szewczyk
- Hanka Bielicka

## Distinctions
- présentation en sélection officielle en compétition au Festival de Cannes 1962